# Ruta Estatal de California 36
La Ruta Estatal de California 36, y abreviada SR 36 (en inglés: California State Route 36) es una carretera estatal estadounidense ubicada en el estado de California. La carretera inicia en el Oeste desde la US 101     en Fortuna hacia el Este en la US 395     en Susanville. La carretera tiene una longitud de 400,5 km (248.856 mi).

## Mantenimiento
Al igual que las autopistas interestatales, y las rutas federales y el resto de carreteras estatales, la Ruta Estatal de California 36 es administrada y mantenida por el Departamento de Transporte de California por sus siglas en inglés Caltrans.

## Cruces
La Ruta Estatal de California 36 es atravesada principalmente por la  I 5  SR 99  SR 89  en Red Bluff y Chester.
| Condado | Localidad      | Miliario                                | Destinos                                                                | Notas                        |
| --- | -------------- | --------------------------------------- | ----------------------------------------------------------------------- | ---------------------------- |
| Humboldt HUM 0.00-45.68                                                                                                   | Alton          | 0.00                                    | US 101                                                                  |                              |
| Humboldt HUM 0.00-45.68                                                                                                   | Bridgeville    | R23.92                                  | Alderpoint Road – Blocksburg                                            |                              |
| Trinity TRI 0.00-R41.14                                                                                                   |                |                                         | Van Duzen River Road – Zenia                                            |                              |
| Trinity TRI 0.00-R41.14                                                                                                   |                | R3.32                                   | Lower Mad River Road – Ruth                                             |                              |
| Trinity TRI 0.00-R41.14                                                                                                   |                | 27.23                                   | SR 3 norte – Hayfork, Redding                                           |                              |
| Trinity TRI 0.00-R41.14                                                                                                   |                | Wildwood Road – Wildwood, Hayfork       |                                                                         |                              |
| Trinity TRI 0.00-R41.14                                                                                                   |                | Harrison Gulch Road – Deer Lick Springs |                                                                         |                              |
| Shasta SHA 0.00-11.93 | Platina        | 8.87                                    | CR A16 (Platina Road) – Redding                                         |                              |
| Tehama TEH 0.00-104.00 |                | 23.20                                   | CR A5 (Bowman Road) – Cottonwood                                        |                              |
| Tehama TEH 0.00-104.00 | Red Bluff      | L39.73                                  | BL 5 norte (Main Street) I 5 norte – Redding                            | Extremo Oeste de la I-5 Bus. |
| Tehama TEH 0.00-104.00 | Red Bluff      | L41.15                                  | CR A7 (Walnut Street)                                                   | Sirve al Shasta College      |
| Tehama TEH 0.00-104.00 | Red Bluff      | L41.29                                  | CR A8 (Main Street) / Oak Street / BL 5 sur                             | Extremo este de la I-5 Bus.  |
| Tehama TEH 0.00-104.00 | Red Bluff      | 41.85                                   | I 5 – Redding, Corning                                                  | Interchange                  |
| Tehama TEH 0.00-104.00 |                | 44.00                                   | SR 99 sur – Los Molinos, Chico                                          |                              |
| Tehama TEH 0.00-104.00 | Dales          | 55.26                                   | CR A6 (Manton Road) – Manton                                            |                              |
| Tehama TEH 0.00-104.00 | Paynes Creek   | 58.18                                   | Lanes Valley Road – Manton                                              |                              |
| Tehama TEH 0.00-104.00 | Mineral        | 83.14                                   | SR 172 este – Mill Creek                                                |                              |
| Tehama TEH 0.00-104.00 |                | 87.68                                   | SR 89 norte – Lassen Volcanic National Park                             | Extremo Oeste de la SR 89    |
| Tehama TEH 0.00-104.00 | Morgan Springs | 91.25                                   | SR 172 oeste – Mill Creek                                               |                              |
| Tehama TEH 0.00-104.00 |                | 99.94                                   | SR 32 oeste – Chico                                                     |                              |
| Plumas PLU 0.00-18.42 | Chester        | 6.29                                    | SR 89 sur – Greenville, Quincy                                          | Extremo este de la SR 89     |
| Plumas PLU 0.00-18.42 |                | R13.93                                  | CR A13 (Big Springs Road)                                               |                              |
| Lassen LAS 0.00-R29.39 |                | 0.76                                    | SR 147 sur – Greenville, Oroville                                       |                              |
| Lassen LAS 0.00-R29.39 | Westwood       | 3.71                                    | CR A21 (Mooney Road) SR 44                                              |                              |
| Lassen LAS 0.00-R29.39 |                | R19.20                                  | SR 44 oeste – Redding, Monte Shasta                                     |                              |
| Lassen LAS 0.00-R29.39 |                | 22.06                                   | CR A1 (Eagle Lake Road) – Eagle Lake                                    |                              |
| Lassen LAS 0.00-R29.39 | Susanville     | 25.36                                   | SR 139 norte (Ash Street) – Adin, Klamath Falls, North Shore Eagle Lake | Sirve al Lassen College      |
| Lassen LAS 0.00-R29.39 | Susanville     | R26.22                                  | CR A27 (East Riverside Drive)                                           |                              |
| Lassen LAS 0.00-R29.39 |                | R29.39                                  | US 395 / Richmond Road East – Alturas, Klamath Falls, Reno              |                              |
| 1.000 mi = 1.609 km; 1.000 km = 0.621 mi Cerrada/Antigua • Terminal concurrente • Acceso incompleto • Propuesta/Sin abrir |                |                                         |                                                                         |                              |